# Pheniprazin
Pheniprazine (INN, còn được gọi là amphethydrazine và amphetamine hydrazide; tên thương hiệu Catron và Cavodil) là một chất ức chế monoamin oxydase không thể đảo ngược và không chọn lọc (MAOI) của nhóm hóa chất hydrazine được sử dụng làm thuốc chống trầm cảm. Nó cũng được sử dụng trong điều trị đau thắt ngực và tâm thần phân liệt. Pheniprazine đã bị ngưng sử dụng phần lớn do lo ngại độc tính như vàng da, nhược thị và viêm thần kinh thị giác.